# Monte Longdon
El monte Longdon (en inglés: Mount Longdon) es una elevación de 186 m s. n. m. situada en el este de la isla Soledad en las Islas Malvinas.
Ubicada cerca y al oeste de la capital isleña, es conocida por el ser el lugar donde ocurrió la batalla del monte Longdon, que tuvo lugar durante la guerra de las Malvinas entre fuerzas británicas y argentinas. Aconteció los días 11-12 de junio de 1982 y se saldó con la victoria de las tropas británicas y la ocupación de una posición clave en torno a la guarnición argentina de Puerto Argentino/Stanley.